# Пођо деле Корти
Пођо деле Корти (итал. Poggio delle Corti) је насеље у Италији у округу Перуђа, региону Умбрија.
Према процени из 2011. у насељу је живело 35 становника. Насеље се налази на надморској висини од 288 м.